# Calometopus lineosus
Calometopus lineosus är en skalbaggsart som beskrevs av Ricchiardi 2001. Calometopus lineosus ingår i släktet Calometopus och familjen Cetoniidae. Inga underarter finns listade.